# Digital Living Network Alliance
 (juin 2010).
Si vous disposez d'ouvrages ou d'articles de référence ou si vous connaissez des sites web de qualité traitant du thème abordé ici, merci de compléter l'article en donnant les références utiles à sa vérifiabilité et en les liant à la section « Notes et références ».

Logo de certification DLNA.

La Digital Living Network Alliance, abrégé sous le sigle DLNA, est une alliance de plus de 250 sociétés, fabricants d'appareils électroniques, de périphériques informatiques, d'ordinateurs personnels, de téléphones mobiles et opérateurs de services et de contenus.
DLNA définit un standard d'interopérabilité permettant la lecture, le partage et le contrôle d'appareils multimédia indépendamment de leur marque ou de leur nature.
Samsung a surnommé ce système All Share.
Le premier brevet faisant référence à un téléviseur relié à un réseau date de 1994. Il fut étendu[D'où ?] l'année suivante à l'Europe puis aux États-Unis.

## Standards et dispositifs techniques
Bien que les cas d'utilisation les plus répandus de DLNA (2011) ressemblent à du client-serveur, la norme fait de tous des « acteurs », certains pouvant être sur le même équipement du réseau : server, player, renderer et controller. Explication de cette terminologie :
- Digital Media Server (DMS) : Ces appareils fournissent les contenus numériques et leur liste aux players (DMP) et aux renderers (DMR) (ex. : un PC, un NAS ; voir plus loin)

- Digital Media Player (DMP) : Ces appareils peuvent trouver des contenus numériques sur le réseau (depuis les serveurs DMS), les lister et les jouer (ex. : télévision compatible DLNA, système Home Cinema ou consoles de jeux)

- Digital Media Renderer (DMR) : Ces appareils décodent et jouent des contenus numériques envoyés par des contrôleurs (DMC) (ex. : télévision compatible DLNA, haut-parleur contrôlable à distance (remote speaker)…)

- Digital Media Controller (DMC) : Ces appareils permettent de parcourir les contenus proposés par les serveurs (DMS) et de les faire jouer par les renderers (ex. : application mobile de télécommande pour smartphone).

- Digital Media Printer (DMPr) : Ces appareils permettent généralement aux players (DMP) et aux contrôleurs (DMC) d'imprimer des contenus (ex. : imprimante réseau).

L'exemple d'utilisation le plus simple fait intervenir deux appareils :
- Le serveur, installé sur un ordinateur ou sur un NAS,
- Le lecteur, installé sur un périphérique compatible, type télévision compatible DLNA ou lecteur Bluray.

Autre exemple d'utilisation, faisant intervenir trois équipements :
- Serveur installé sur un ordinateur, un téléphone mobile ou un boîtier autonome à disque dur, par exemple une box Internet,
- Renderer sur un téléviseur connecté au réseau local, reliée avec ou sans fil à des enceintes,
- Contrôleur installé en tant qu'application sur un téléphone mobile ou une tablette accédant au réseau des deux précédents.

### Protocoles utilisés
DLNA s'appuie sur plusieurs standards comme le WiFi, l'Ethernet et MoCA (en) pour les couches physiques, UPnP Device Architecture pour la découverte et le contrôle, UPnP AV pour la gestion des médias, IP pour la couche réseau, HTTP pour la couche application, XML pour le format des données (langage) et utilise une gamme étendue de standards pour les formats audio, vidéo et images fixes, et enfin DTCP-IP pour la protection des médias lors du transport.
Pour les couches réseau en TCP/UDP sur IP mises en œuvre, on consultera l'article complet UPnP AV.

## Entreprises et produits
AwoX, Broadcom, Intel, Microsoft, Nokia, Samsung, Sony, et Technicolor forment le conseil d'administration de DLNA,  avec 250 autres membres. DLNA certifie des PC, des smartphones, des tablettes, des téléviseurs, depuis 2005. Plus de 19 000 modèles de base ont été certifiés, soit près d'un milliard d'appareils vendus dans le monde.
DLNA est notamment utilisé par les console Xbox 360/Xbox One et PlayStation 3, par la plupart des téléviseurs Philips, Sony, Samsung, LG, Panasonic et Toshiba, pour se connecter à des serveurs multimédia sur le réseau local comme les PC Acer, LG, Nec, Sony, les disques durs Buffalo, Promise, Seagate, Synology, ou les téléphones LG, Nokia, Samsung et Sony Ericsson.
Le son haute-fidélité devient également compatible DLNA. De nombreux fabricants ont lancé à partir de 2012, des enceintes hi-fi lisant directement les flux audio DLNA, Airplay et webradio tels que Bang & Olufsen, Bose, Cabasse, etc.

## Versions
La norme 1.5 date de 2006.

## Liens
- DLNA, le réseau multimédia de la maison
- (en) Digital Living Network Alliance
- (en) Coherence un framework python UPnP/DLNA offrant également un serveur de médias libre. Disponible pour BSD/Linux
- (en) Page de Sony sur le DLNA, qui présente quelques éléments techniques, en particulier la couche de protocoles
- Configurer l'autorisation et la diffusion de contenu DLNA sous Windows, tutoriel sous Windows pour autoriser la diffusion de contenu multimédia DLNA